# 函数发生器

正弦、方波、三角波以及锯齿波四种波形

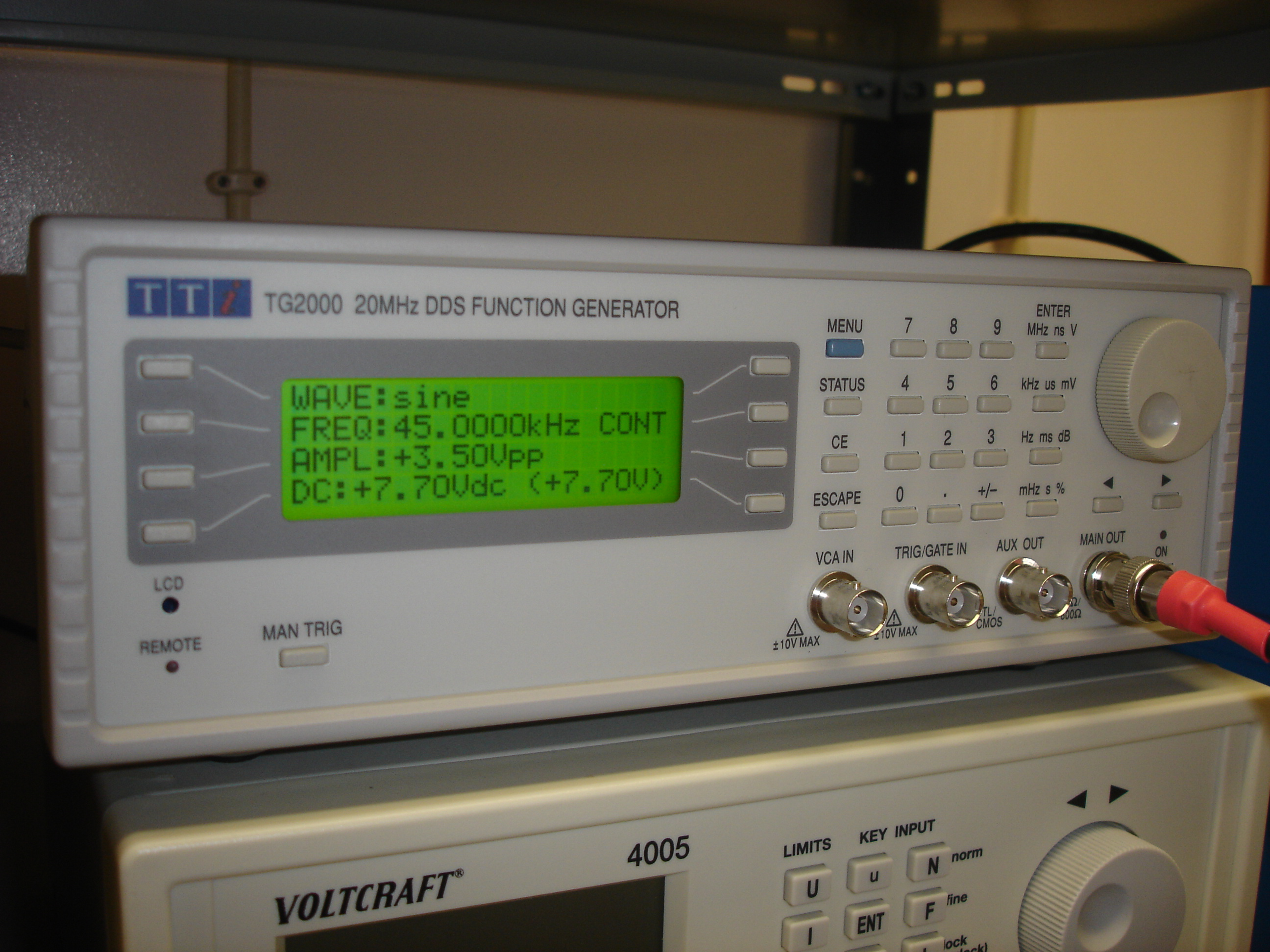
一台采用直接数字合成的函数发生器

函数发生器是一种用于产生波形等函数信号的电子测试设备，是一种重要的信号源。部分函数发生器还具有调制的功能，可以对输出的信号进行调幅、调频等附加功能。函数发生器被广泛应用于电路教学、电子器件的样品试验和批量生产的质量检测中。